# Herman Hollerith

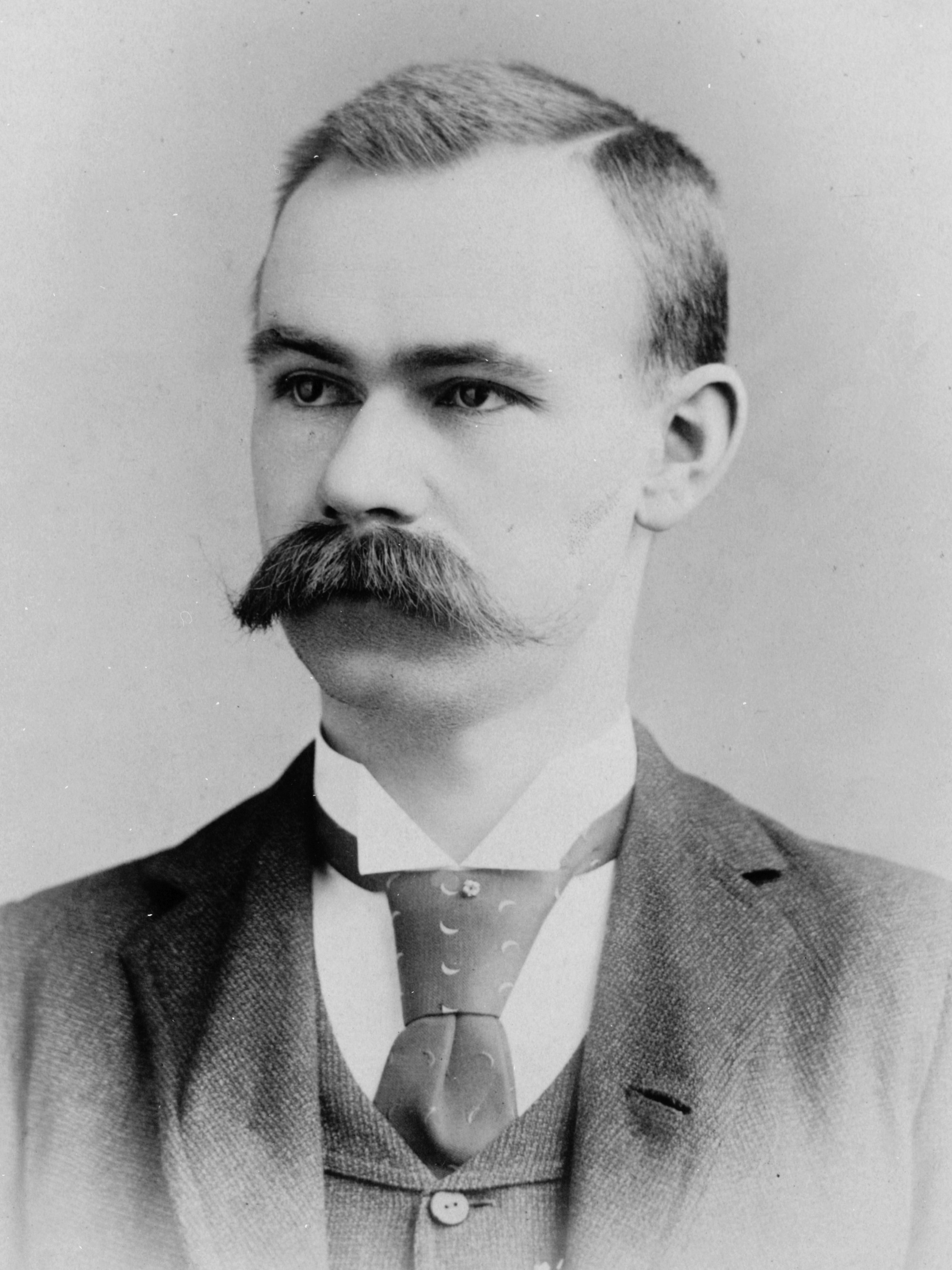
Herman Hollerith

Herman Hollerith (Buffalo, 29 februari 1860 – Washington D.C., 17 november 1929) was een uitvinder uit de Verenigde Staten, die onder meer een machine heeft ontwikkeld om grote hoeveelheden gegevens met behulp van ponskaarten geautomatiseerd te verwerken.

## Biografie
Hollerith was de zoon van Duitse immigranten. Hij ging op 15-jarige leeftijd naar het City College of New York en studeerde op 19-jarige leeftijd af aan de Columbia School of Mines.
De eerste baan van Hollerith was bij de U.S. Census effort, het bureau dat de volkstelling in de Verenigde Staten van 1880 moest uitvoeren. Hij heeft daarna werktuigbouwkunde gedoceerd op het Massachusetts Institute of Technology, voor het U.S. Patent Office gewerkt, in 1896 de Tabulating Machine Company opgericht, de voorloper van Computer Tabulating Recording Company CTR, en daar tot zijn pensionering in 1921 nog als adviseur voor gewerkt. De Computer Tabulating Recording Company veranderde in 1924 van naam in de International Business Machines Corporation IBM.

## Ponskaart

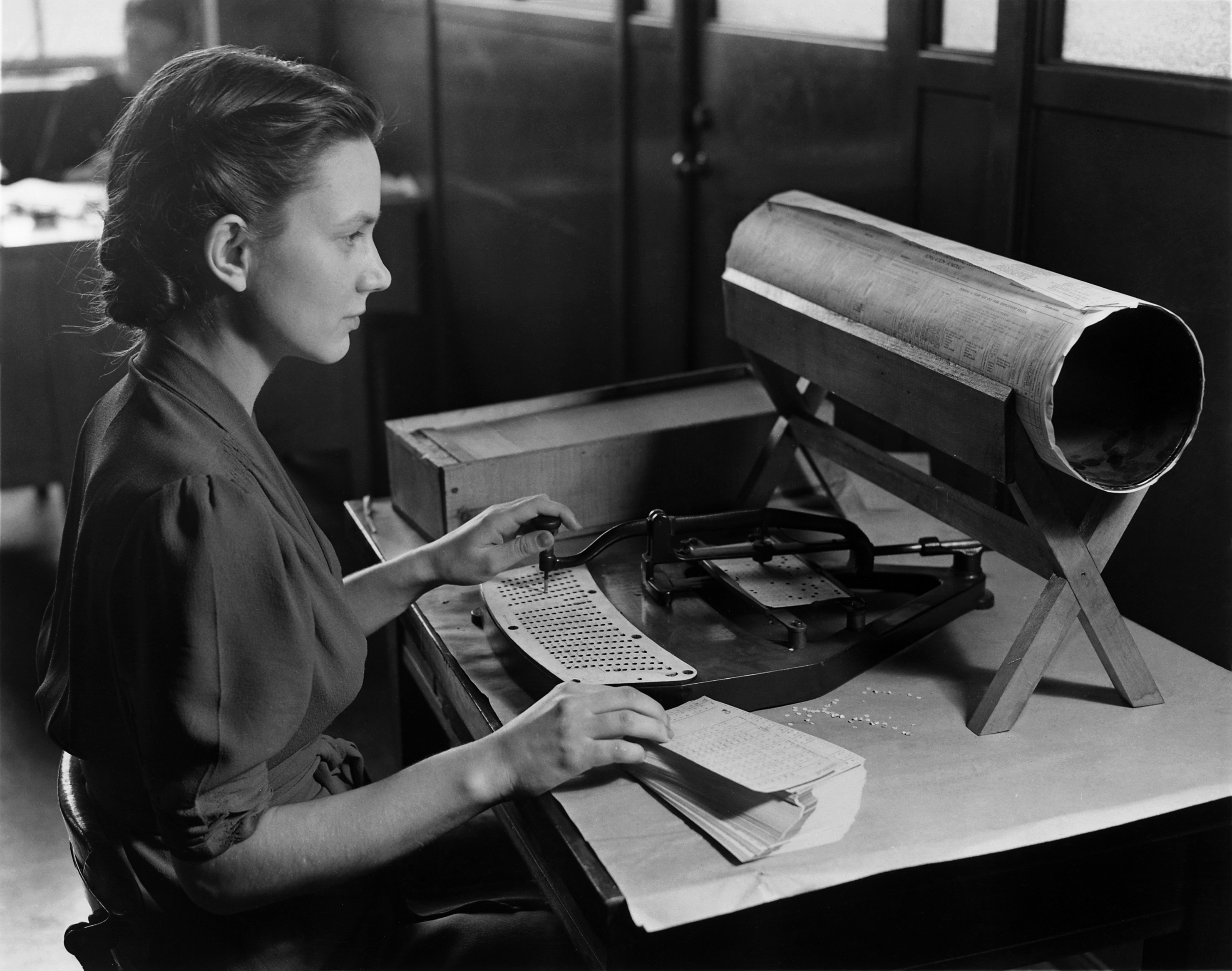
Vrouw op het censusbureau aan het werk met een Hollerith-kaartponser

In de tijd dat Hollerith voor het censusbureau werkte, werd dit bureau voor de opgave gesteld de volkstellingen uit te voeren, waarbij dit in een redelijke tijd moest gebeuren. Het verwerken van de volkstelling van 1880 duurde zeven jaar, maar dat was in een tijd dat de bevolking van de VS enorm toenam. De gegevens van de volkstellingen waren voor de Grondwet van de Verenigde Staten nodig, bijvoorbeeld voor het samenstellen van het Huis van Afgevaardigden.
Hollerith kwam via het censusbureau in contact met John Shaw Billings, die Hollerith mede inspireerde tot zijn uitvinding. Billings heeft hem laten zien hoe het jacquardgetouw het deed, waarmee bij het weven ingewikkelde patronen met behulp van kartonnen platen met gaten konden worden gemaakt. Billings is voor de volkstelling op het idee gekomen om met kaarten te werken met gaten in de rand voor bepaalde eigenschappen van een persoon. Hollerith is met dit idee verder gegaan. Zijn eerste ontwerp was een machine die op basis van een papieren band met gaten werkte. De band liep over een trommel en wanneer er een gat in de band zat kon met een elektrisch contact worden geteld. Per persoon gaf een rij van gaten, een record, een aantal eigenschappen aan. Een groot voordeel van deze machine was het gebruik van elektriciteit. Dat maakte de machine veel betrouwbaarder dan vergelijkbare machines. Nadeel was het gebruik van een continue strook van papier. De gegevens per individu stonden op een vaste plaats op de band, dus konden niet worden gesorteerd. Daarnaast kwam bandbreuk veel voor, waardoor gegevens kwijt konden raken.
Het tweede ontwerp ging uit van ponskaarten. De trommel werd vervangen door een pers die in één keer alle 135 gaten van de kaart kon lezen. Dit 'lezen' geschiedde door een lezer met uitstekende draden op elke plaats waar een gat kon zitten. Wanneer er een gat in de kaart zat, stak de draad door de kaart in de onderliggende bak met kwik, waardoor elektrisch contact werd gemaakt. Dat was een voorbeeld van het vroege gebruik van binaire talstelsel, dat als basis voor de computer dient. Een gat is een 1 en geen gat is een 0. Het werken met de kaarten en de mogelijkheid de gegevens te sorteren was een hele vooruitgang. De kaarten waren even groot als een biljet van een dollar, zodat kasten die voor de opslag van biljetten werden gebruikt ook voor de opslag van ponskaarten konden worden gebruikt.
Hollerith diende in 1884 zijn eerste aanvragen voor patent in en hij begon met veldtesten voor zijn machine. Een eerste doorbraak was de aankoop van een machine door de marine in 1885. Terwijl de verwerking van de volkstelling van 1880 nog niet eens was afgerond, begon het censusbureau met de voorbereidingen voor de volgende telling. Het schreef een wedstrijd uit met als doel het vinden van een efficiënte manier van verwerking van de telling. Holleriths belangrijkste concurrenten waren William Hunt en Charles Pidgin. Beiden maakten gebruik van een systeem van kleuren om de gegevens te coderen, Hunt had zijn slip-systeem en Pidgin zijn chip-systeem. Het coderen duurde in de wedstrijd via de methode van Hunt 144 uur, van Pidgin 100 uur en van Hollerith 72 uur. De verwerking van de gegevens daarna duurde bij Hunt 55 uur, bij Pidgin 44 uur en bij Hollerith 5 uur. De uitkomst was duidelijk.
Hollerith heeft zijn machine steeds verder ontwikkeld, in de eerste plaats door een sorteermachine toe te voegen. De kaarten konden worden gelezen en gesorteerd. Hij heeft vervolgens ook een systeem ontworpen op basis van relais waarmee het mogelijk was om bepaalde combinaties van gegevens te tellen.
Het censusbureau zette 50.000 man in bij de telling van 1890 om de gegevens te verzamelen en op kaarten te zetten. 235 gegevens werden opgeslagen, in plaats van de zes van de telling van 1880. Hollerith heeft voor het begin van de telling nog de pantograaf ontworpen, een machine om de kaarten mee te ponsen. Dit apparaat verving de handponser die eerder werd gebruikt, maar die voor de enorme hoeveelheden niet meer voldeed. Met de pantograaf konden 700 kaarten per persoon per dag worden aangemaakt. Samen met de machines van Hollerith konden zo 6.000.000 personen per dag worden geteld. Het resultaat van het gebruik van de machines van Hollerith voor de volkstelling was enorm, de besparing was 5 miljoen dollar, tien keer meer dan begroot. De telling werd in zes weken afgerond, veel minder dan de twee jaar die was geraamd.
Het enorme succes van de machines stelde Hollerith in staat deze over de hele wereld te verkopen. Holleriths bedrijf werd de voorganger van International Business Machines Corporation IBM, van de Big Blue.
- Bibsys: 90199134
- Gemeinsame Normdatei: 11877476X
- International Standard Name Identifier: 0000 0000 5561 5396
- Library of Congress Control Number: n81049885
- Nationale Bibliotheek van Tsjechië: stk2008428706
- Nationale Bibliotheek van Israël: 987007605260005171
- Nederlandse Thesaurus van Auteursnamen: 069429669
- SNAC: w69p3qgm
- Système universitaire de documentation: 199669597
- Union List of Artist Names: 500256609
- Virtual International Authority File: 338149066365765600770